# Ornebius albipalpus
Ornebius albipalpus är en insektsart som beskrevs av Sigfrid Ingrisch 2006. Ornebius albipalpus ingår i släktet Ornebius och familjen Mogoplistidae. Inga underarter finns listade i Catalogue of Life.